# It Ain't Safe No More
| Críticas profissionais | Críticas profissionais |
| Avaliações da crítica  | Avaliações da crítica  |
| Fonte                  | Avaliação              |
| ---------------------- | ---------------------- |
| Allmusic               | [ 1 ]                  |
| Billboard              | (mista)                |
| Blender                | [ 3 ]                  |
| Entertainment Weekly   | C−                     |
| Metropolis             | (favorável)            |
| Q                      | [ 6 ]                  |
| RapReviews             | (8.0/10)               |
| Rolling Stone          | [ 8 ]                  |

It Ain't Safe No More... é o sexto álbum de estúdio do rapper americano Busta Rhymes, lançado em 2002 (veja 2002 na música). O álbum eventualmente virou Ouro com mais de 605,000 cópias vendidas desde 5 de Dezembro de 2007.

## Faixas
| #  | Título                               | Compositores                                             | Produtores               | Participações                                                                    | Samples | Duração |
| -- | ------------------------------------ | -------------------------------------------------------- | ------------------------ | -------------------------------------------------------------------------------- | --- | ------- |
| 1  | "Intro"                              | T. Smith                                                 | Busta Rhymes             |                                                                                  | | 1:46    |
| 2  | "It Ain't Safe No More..."           | T. Smith J. Yancey                                       | J Dilla                  | Meka                                                                             | | 3:40    |
| 3  | "What Do You Do When You're Branded" | T. Smith G. Spivey                                       | DJ Scratch               |                                                                                  | | 3:54    |
| 4  | "Call the Ambulance"                 | T. Smith P. Williams                                     | The Neptunes             | Rampage                                                                          | | 3:50    |
| 5  | "We Goin' to Do It to Ya"            | T. Smith D. Wesley                                       | megahertz                |                                                                                  | | 2:57    |
| 6  | "What Up"                            | T. Smith J. Yancey                                       | J Dilla                  |                                                                                  | - Contains a sample from "The New Style" by Beastie Boys                                                                                            | 2:54    |
| 7  | "Turn Me Up Some"                    | T. Smith J. Yancey                                       | J Dilla                  |                                                                                  | - Contains samples from "Let's Get Dirty" by Redman                                                                                                 | 3:29    |
| 8  | "Make It Clap"                       | T. Smith W. Lewis R. Thomas                              | Rick Rock                | Spliff Star                                                                      | | 3:40    |
| 9  | "Take It Off Part 2"                 | T. Smith M. Winans                                       | Mario "Yellowman" Winans | Meka                                                                             | | 4:29    |
| 10 | "Taste It"                           | T. Smith V. Edmund R. Jones                              | Tetamus                  |                                                                                  | - Contains interpolations from the composition "The Stomp" by Ol' Dirty Bastard, written by Russel Tyrone Jones                                     | 3:46    |
| 11 | "Hey Ladies"                         | T. Smith R. Leverston S. Combs C. Wallace S. Jordan      | Wildstyle                |                                                                                  | - Contains excerpts from the composition "Nasty Boy" by The Notorious B.I.G., written by S. Combs, C. Wallace & S. Jordan                           | 3:19    |
| 12 | "I Know What You Want"               | T. Smith W. Lewis R. McNair L. Jones R. Fisher R. Thomas | Rick Rock                | Mariah Carey & Rah Digga, Baby Sham, Spliff Star & Rampage of The Flipmode Squad | | 5:24    |
| 13 | "Riot"                               | T. Smith D. Porter                                       | Mr Porter                |                                                                                  | | 3:11    |
| 14 | "Hop"                                | T. Smith T. Green D. Poellnitz                           | Mr. Fingaz               |                                                                                  | | 3:48    |
| 15 | "Together"                           | T. Smith K. Dean                                         | Swizz Beatz              | Rah Digga                                                                        | | 5:33    |
| 16 | "Struttin' Like a G.O.D."            | T. Smith R. Lewis                                        | Ric Rude                 |                                                                                  | | 4:13    |
| 17 | "The Struggle Will Be Lost"          | T. Smith R. Thomas                                       | Rick Rock                | Carl Thomas                                                                      | | 4:43    |
| 18 | "Till It's Gone"                     | T. Smith D. Harris K. Gamble J. Ross                     | True Master              |                                                                                  | - Contains excerpts & elements from the composition "You Don’t Know What You Got Until You Lose It" by Jerry Butler, written by K. Gamble & J. Ross | 4:54    |
| 19 | "Make It Clap Remix" (Hidden Track)  | T. Smith W. Lewis R. Thomas S. Paul                      | Rick Rock                | Sean Paul & Spliff Star                                                          | | 4:03    |

## Posições nas paradas
| Parada musical (2002)                   | Melhor posição |
| --------------------------------------- | -------------- |
| E.U.A. Billboard 200                    | 43             |
| E.U.A. Billboard Top R&B/Hip Hop Albums | 10             |
| Swiss Albums Chart                      | 70             |